# زیامه منصوریه
زیامه منصوریه (به عربی: زيامة منصورية) یک شهرداری در الجزایر است که در استان جیجل واقع شده‌است. زیامه منصوریه ۱۲٬۶۴۲ نفر جمعیت دارد.